# Flame (Tinashe)
Flame è un singolo della cantante statunitense Tinashe, il primo estratto dal suo secondo album in studio Joyride e pubblicato il 16 marzo 2017 dalla RCA Records.

## Tracce
1. Flame – 3:06 (Tinashe Kachingwe, Nolan Lambroza, Simon Wilcox, Ilsey Juber, Nasri Atweh)